# 8756 Mollissima
8756 Mollissima è un asteroide della fascia principale. Scoperto nel 1960, presenta un'orbita caratterizzata da un semiasse maggiore pari a 3,2096520 UA e da un'eccentricità di 0,1465528, inclinata di 0,66100° rispetto all'eclittica.